# Charles Borck
Pour les articles homonymes, voir Borck.
Charles Borck, né le 4 janvier 1917, à Manille, aux Philippines et décédé le 6 février 2008, à Las Vegas, aux États-Unis, est un ancien joueur philippin de basket-ball. Il évolue au poste de pivot.